# أيانو ناكامورا
أيانو ناكامورا (باليابانية: 仲村綾乃؛ بالكانا: なかむら あやの) هي ممثلة يابانية، ولدت في 23 أكتوبر 1980 في طوكيو في اليابان.

## وصلات خارجية
- أيانو ناكامورا على موقع IMDb (الإنجليزية)
- أيانو ناكامورا على موقع قاعدة بيانات الفيلم (الإنجليزية)